# Strzelce (Powiat Kutnowski)
Strzelce ist ein Dorf im Powiat Kutnowski der Woiwodschaft Łódź in Polen. Es ist Sitz der gleichnamigen Landgemeinde mit etwa 3900 Einwohnern.

## Geographie
Das Dorf liegt im Norden der Woiwodschaft, zwei Kilometer nördlich grenzt die Gemeinde an die Woiwodschaft Masowien. Strzelce grenzt im Norden an Aleksandrów, im Nordosten an Kozia Góra, im Osten an Muchnice, im Südosten an Rejmontów, im Süden an Sójki-Parcel sowie Bociany, im Südwesten an Wieszczyc, im Westen an Zgórze und im Nordwesten an Karolew.

## Geschichte
Mit der dritten Teilung Polens kam das Dorf 1793 zu Preußen, 1807 zum Herzogtum Warschau und 1815 zum russisch beherrschten Kongresspolen. Während der deutschen Besatzungszeit im Zweiten Weltkrieg gehörte der Ort zum Landkreis Kutno im Reichsgau Wartheland. Er wurde 1943 von Strzelce in Strelze umbenannt.
Von 1954 bis 1972 war der Ort Sitz einer Gromada, die seit 1953 bestehende Gemeinde wurde in dieser Zeit aufgelöst. Von 1975 bis 1998 kamen der Ort und die wieder gebildete Landgemeinde zur Woiwodschaft Płock. Im Januar 1999 wurden der Powiat und die Woiwodschaft Łódź wieder gebildet.

## Gemeinde
Zur Landgemeinde (gmina wiejska) Strzelce mit einer Fläche von 90,1 km² gehören 19 weitere Dörfer mit einem Schulzenamt (sołectwo).

## Denkmalgeschützte Sehenswürdigkeiten

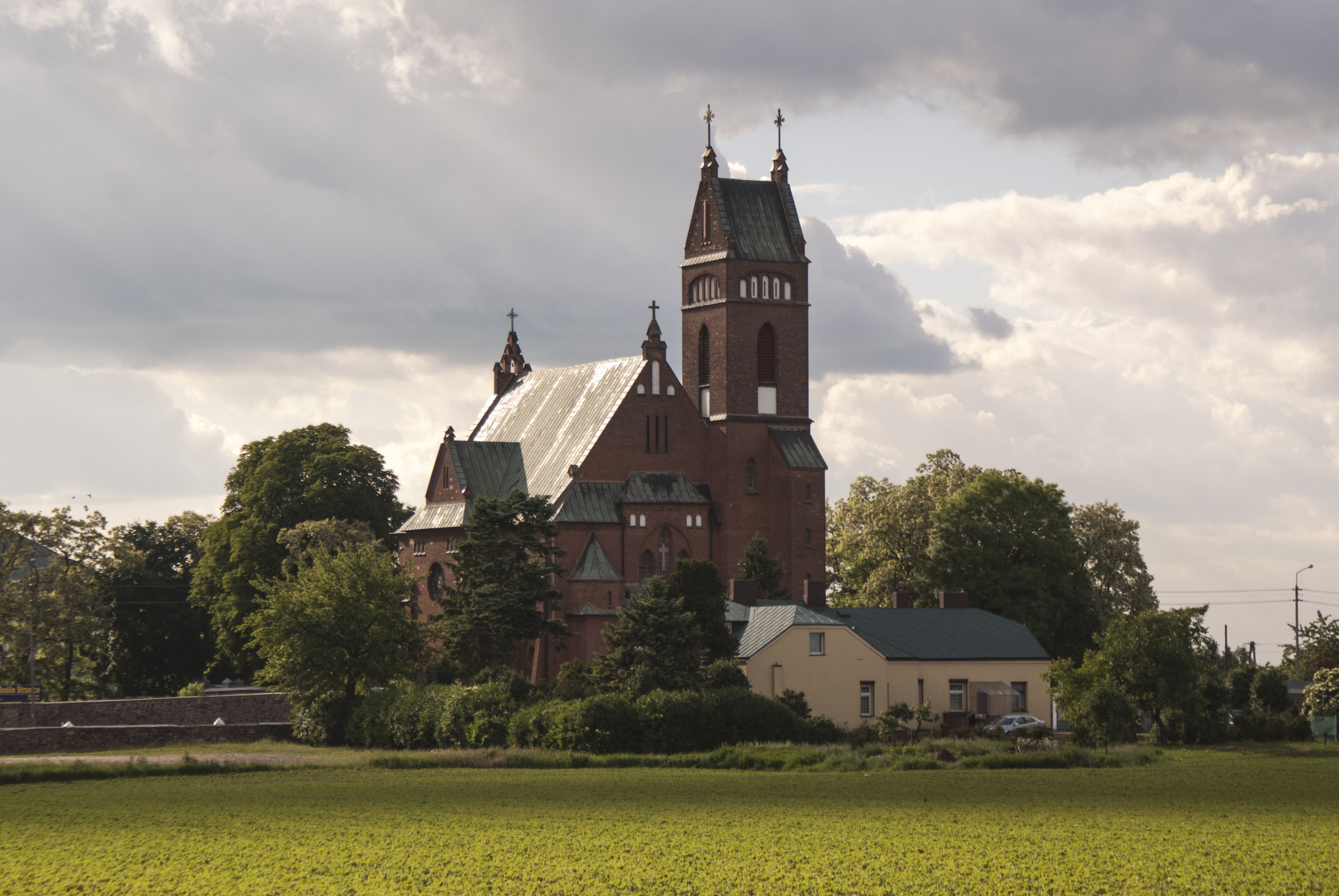
Ansicht mit der Kirche

Baudenkmale sind die neugotische Kirche (1906–1911) und das Herrenhaus aus der zweiten Hälfte des 19. Jahrhunderts mit den Resten seines Parks.

## Verkehr
Die Landesstraße DK60 führt von Kutno nach Płock. Beim nahen Sójki besteht eine Auffahrt auf die Autobahn A1.
Westlich des Dorfs liegt der Bahnhof Strzelce Kujawskie an der Bahnstrecke Kutno–Brodnica. Der nächste Fernbahnhof ist Kutno, der nächste internationale Flughafen ist Łódź.